# Petrus Ramus

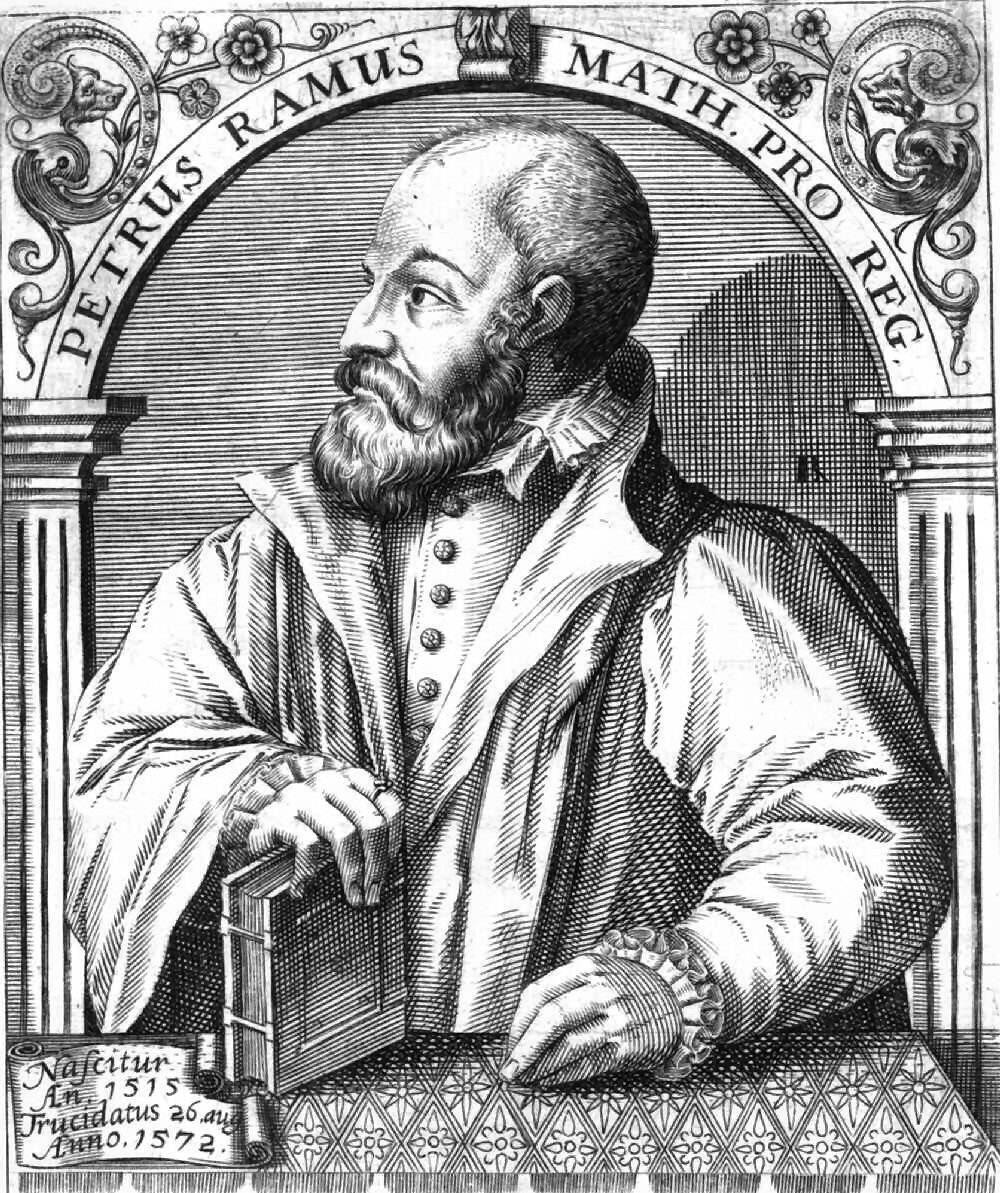
Petrus Ramus

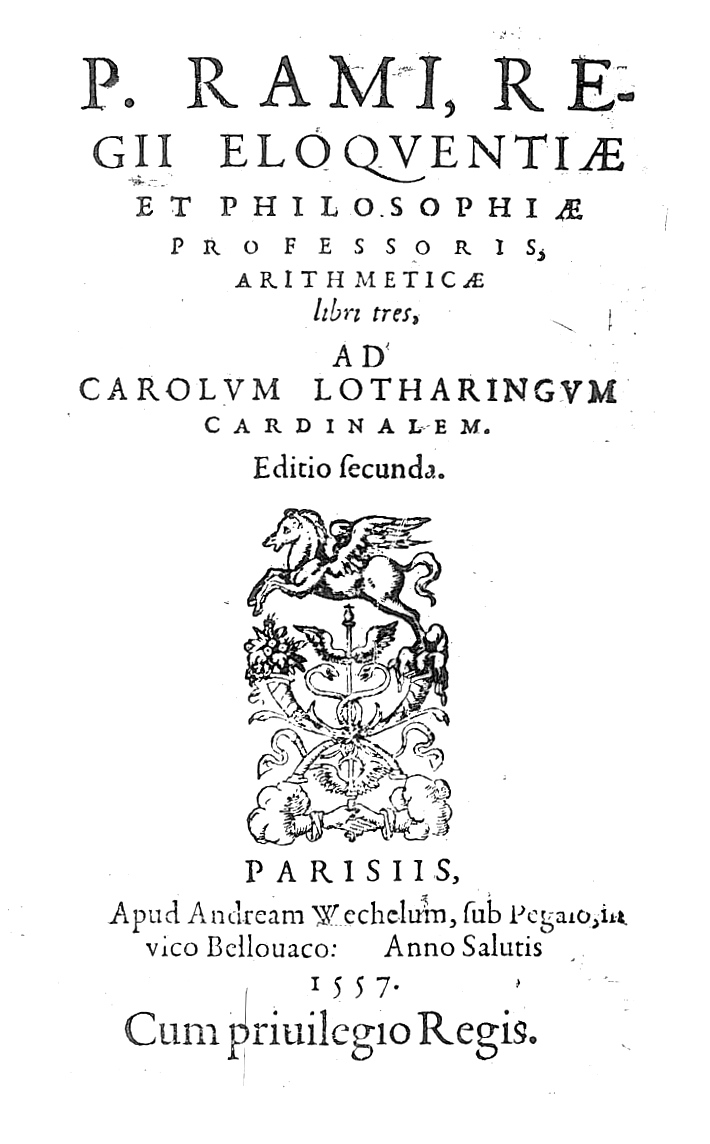
Arithmeticae libri tres, 1557

Petrus Ramus, znany także jako Pierre de la Ramée (ur. 1515 w Cuts, zm. 26 sierpnia 1572 w Paryżu) – francuski uczony: filozof, matematyk, logik, filolog i pedagog. Był wszechstronnym uczonym epoki renesansu. Krytyk logiki Arystotelesa i kopernikańskiego systemu astronomicznego. Traktował filozofię i logikę jako metodologiczne narzędzia nauk przyrodniczych. Autor pracy Dialecticae Partitiones.